# Junta de Traslaloma
Junta de Traslaloma là một đô thị trong tỉnh Burgos, Castile và León, Tây Ban Nha. Theo điều tra dân số 2004 (INE), đô thị này có dân số là 200 người.